# Charlie et ses deux nénettes
Pour plus de détails, voir Fiche technique et Distribution.
Charlie et ses deux nénettes est un film français réalisé par Joël Séria et sorti en 1973.

## Synopsis
Les aventures de deux « nénettes » de vingt ans (jouées par Jeanne Goupil et Nathalie Drivet) qui rencontrent un quadra (interprété par Serge Sauvion) et l'accompagnent, en banlieue et en province, travaillant ensemble sur les marchés (vendant des toiles cirées),,. Tony (Jean-Pierre Marielle) est également vendeur dans les marchés, bonimenteur.

## Fiche technique
- Réalisation et scénario : Joël Séria
- Production : Albina Productions (Albina du Boisrouvray)[4]
- Assistant réalisateur : Michaël Perrotta
- Images : Marcel Combes[4]
- Prise de sons : Gérard Barra[4]
- Montage images : Marie-Claude Lacambre[4]
- Musique : Philippe Sarde
- Société de production : Albina Productions
- Pays de production :  France
- Durée : 90 minutes
- Genre : comédie dramatique, road movie
- Date de sortie :
  - France : 8 novembre 1973
- Public : 
  - France : tout public
- Affiche : René Ferracci (France)

## Distribution
- Serge Sauvion : Charlie Moret[3]
- Jeanne Goupil : Guislaine[3]
- Nathalie Drivet : Josyane [3]
- Jean-Pierre Marielle : Tony[3]
- André Lacombe : Le placier
- Jean Legall : Le caissier du bal[3]
- Jean Mauvais : Le copain
- Annie Savarin : La secrétaire[3]
- Alain Bertheau : Un voyou du bal[3]
- Johnny Monteilhet : Un voyou du bal
- Olivia Orlandi : L'hôtelière
- Carl Studer : L'américain
- Mary Cress : La vieille dame
- Hervé Lasseron : Jacky[3]
- Anne Libert : La jolie femme
- Jean-Yves Liévaux :
- Antonin Baryel :
- Blanche Brown :

## Accueil
Plutôt bien accueilli par la critique qui apprécie ce nouveau réalisateur (c'est son deuxième long-métrage) des années 1970  au « ton entre Rozier et Pascal Thomas », le film est toutefois un échec commercial lors de sa sortie en salle.